# 第十联区
第十联区（越南语：／），是越南民主共和国初期的区级政区之一，今属越南西北部各省。

## 地理
第十联区北接中国，东接第一联区和第三联区，西和南接老挝。

## 历史
1947年，为了应对第一次印度支那战争形势，越南民主共和国政府改革地方政权组织，将隶属于内政部的各地行政机构行政委员会和隶属于国防部的各地军事机构抗战委员会合并为抗战兼行政委员会。
1948年1月25日，越南政府再将各战区合并为联区，战区抗战委员会改组为联区抗战兼行政委员会。第十战区和第十四战区合并为第十联区，设立第十联区抗战兼行政委员会，管辖山罗省、莱州省、富寿省、宣光省、安沛省、老街省、河江省、永安省和和平省枚陀县8省1县。
1949年11月4日，越南政府将第一联区和第十联区合并为越北联区，设立越北联区抗战行政委员会。

## 行政区划
1949年11月，第十聯區下辖山罗省、莱州省、富寿省、宣光省、安沛省、老街省、河江省、永安省和和平省枚陀县8省1县。